# Équipe d'Australie féminine de handball
L'équipe d'Australie de handball féminin représente la fédération australienne de handball lors des compétitions internationales, notamment aux Jeux olympiques et aux championnats du monde.
Comme son homologue masculine, l'équipe d'Australie participe aux Championnats d'Asie en guise de tournoi de qualification pour les Championnats du monde.

## Palmarès

### Compétitions mondiales

#### Jeux Olympiques
- 2000 : 10e

#### Championnats du monde
- 1999 : 23e
- 2003 : 23e
- 2005 : 24e
- 2007 : 24e
- 2009 : 24e
- 2011 : 24e
- 2013 : 24e
- 2015 : non qualifiée
- 2017 : non qualifiée
- 2019 : qualifiée

### Compétitions continentales

#### Championnats d'Océanie
- 1997 :
- 2005 :
- 2007 :
- 2009 :
- 2011 :
- 2013 :
- 2016 :

#### Championnats d'Asie
- 2018 : 5e